# Basile Aka Kouamé
Basile Aka Kouamé (né le 6 avril 1963) est un footballeur ivoirien reconverti comme entraîneur.

## Biographie
Joueur de l'ASEC Mimosas et international ivoirien, il dispute plusieurs CAN : il est vainqueur en 1992, troisième en 1994, et s'incline au 1er tour en 1988, 1990 et 1996. 
Il participe également à la Coupe des confédérations 1992 où il termine quatrième, et prend part aux qualifications pour la Coupe du monde 1990 et la Coupe du monde 1994.
En club, Basile Aka Kouamé passe l'intégralité de sa carrière à l'ASEC Mimosas. Avec cette équipe il remporte 7 championnats nationaux et atteint la finale de la Coupe des clubs champions africains en 1995.
Il devient par la suite entraîneur de plusieurs équipes ivoiriennes, burkinabè et maliennes.
Basile Aka Kouamé est l'oncle de Franck Dja-Djédjé.

## Palmarès
- Vainqueur de la Coupe d'Afrique des nations 1992 avec l'équipe de Côte d'Ivoire
- Troisième de la Coupe d'Afrique des nations 1994 avec l'équipe de Côte d'Ivoire
- Champion de Côte d'Ivoire en 1990, 1991, 1992, 1993, 1994, 1995 et 1997 avec l'ASEC Mimosas
- Vainqueur de la Coupe de Côte d'Ivoire en 1983, 1990, 1995 et 1997 avec l'ASEC Mimosas
- Vainqueur de la Coupe Félix-Houphouët-Boigny en 1983, 1990, 1994, 1995 et 1997 avec l'ASEC Mimosas
- Finaliste de la Coupe des clubs champions africains en 1995 avec l'ASEC Mimosas
- Vainqueur de la Coupe de l'UFOA en 1990 avec l'ASEC Mimosas
- Finaliste de la Coupe de l'UFOA en 1989 avec l'ASEC Mimosas